# ادیب بیضایی آرانی
میرزا علی‌محمّد (۱۳۱۲–۱۲۶۰) اهلِ آران، متخلّص به بیضائی و شهره به ادیب، که با اسم ادیب بیضائی شناخته می‌شود، شاعر ایرانی اواخر سدهٔ ۱۳ و اوایل سدهٔ ۱۴ هجری خورشیدی است. محمّدتقی بهار و سعید نفیسی و عبّاس اقبال آشتیانی بیضائی را ستوده و بزرگ داشته‌اند. با این همه شعرش کمتر منتشر شده‌است. در واقع قصاید و مراثی ادیب که بخش بزرگ‌تر دیوانش بوده هنوز منتشر نشده‌است.

## خانواده
پدرِ ادیب، میرزا محمّدرضا، متخلّص به ابنِ روح (از پسِ تخلّصِ پدرِ خود، روح‌الامین)، نیز شاعر بود، هرچند اغلبِ اشعارش منحصراً مرثیهٔ بزرگانِ اسلام بوده‌است. (سروده‌های ابن روح نزدِ ذکایی بیضایی آرانی بوده و منتشر نشده‌است) دلبستگیِ دیگرِ ابن روح برپاییِ مجالسِ تعزیه بوده‌است. ادیب نیز در این کار دستیارِ پدر می‌بوده و خود نیز مبدعِ یکی دو دستگاهِ تعزیه شده بوده‌است. پس از ابن روح دو تن از پسرانش (میرزا یحیی و حسن) کارِ تعزیه‌گردانیِ پدر را تا حوالیِ سالِ ۱۳۳۰ ادامه دادند. پس از آن بخشِ اعظمِ گنجینهٔ نسخه‌های تعزیهٔ ابن روح را دزد برد.
ادیب بیضائی، که تخلّصش شد نام خانوادگی بازماندگانش، برادر ذکایی بیضایی آرانی، پدر پرتو بیضایی آرانی و عبّاس بیضایی، عموی ادب بیضایی و بهرام بیضایی، عموی پدری نیلوفر بیضایی و پدربزرگ سیاوش بیضایی (موسیقیدان) است.

## زندگی
میرزا علی‌محمد بیضایی آرانی فرزند ملا محمدرضا متخلص به ابن روح، در سال ۱۲۹۹ قمری در قریهٔ آران دیده به جهان گشود. وی خواندن و نوشتن فارسی و خواندن قرآن را نزد پدرش و مقدمات فقه و اصول را نزد ملا محمدباقر آرانی آموخت. سپس به مدرسه سلطانی (کاشان) رفت و در درس میرزا فخرالدین نراقی دانش‌آموزی نمود.
ادیب بیضایی اولین فرد از خانوادهٔ بیضایی بود که بهایی شد. پس از او برخی از برادرهایش از جمله نعمت‌الله ذکایی بیضایی به دیانت بهایی گرویدند. در اوایل پیدایش مشروطیت، در نتیجه تحرکات اهالی آران و هم دسیسه متنفذین محلی، ناگزیر با خانواده به کاشان کوچید. سپس در عدلیه کاشان مشغول خدمت شد و از آنجا به اداره دارایی منتقل شد و تا پایان زندگی در آن اداره به سر برد.
او از اوایل جوانی شعر می‌سرود و تخلص خود را شاهر نامیده بود، ولی سپس‌تر به سفارش ملا محمدباقر آرانی تخلص بیضائی را برگزید. او در گفتن انواع شعر توانا بوده، ولی در سرودن ماده تاریخ و قصیده بسیار هنرمند بوده‌است.
بخشی از دیوان بیست‌هزار بیتی او با نام دیوان ادیب بیضائی کاشانی با اهتمام فرزندش پرتو بیضایی و کمک برادرش میرزا نعمت‌الله ذکایی آرانی در سال ۱۳۲۸ در تهران به چاپ رسید. وی با اکثر بزرگان ادب و شعرای هم عصر خود مانند سعید نفیسی و ملک‌الشعرای بهار و احتمالاً حسن وثوق مکاتبه و مراوده و دوستی داشته‌است.
ادیب بیضائی در نیمه اسفند سالِ ۱۳۱۲، پس از سرودنِ هجوِ سید حسن تقی‌زاده و بازگشت به وطن از تهران، درگذشت و در قبرستان قدمگاه کاشان به خاک سپرده شد.
ابیات زیر از ایشان می‌باشد:
| دوش از پیر عقل پرسیدم      |  | کای تو دانا به رازهای نهفت |
| رفت بسیار از علی و عمر     |  | در میان صحابه گفت و شنفت   |
| که سزد جانشین پیغمبر؟      |  | هین بگو فاش در جوابم گفت   |
| که نشنید به جایش از پس مرگ |  | آن که در زندگی به جایش خفت |

غزلی را نیز چنین به پایان می‌برد که:
| جهان نمی‌برد از یاد نام بیضائی |  | هنوز بوی محبّت ز بیستون آید |

## آثار ادبی
ملک‌الشعرای بهار در قصیده‌ای که در پاسخ سؤال پرتو بیضایی آرانی (دربارهٔ کاشانی یا خراسانی بودن ملک‌الشعرا) سروده بوده‌است از ادیب بیضایی به نیکی یاد کرده و درجه شاعری وی را ستوده‌است.
تسدیس قصیده ایوان مداین خاقانی سروده ادیب بیضایی در سال ۱۳۰۵ خورشیدی به مسابقه گذاشته شد که در میان نام‌آوران ادب فارسی رتبه اول آورد.
مجموعه اشعار وی بیش از بیست هزار بیت است که قسمتی از آن با نام دیوان ادیب بیضائی کاشانی به سال ۱۳۲۷ با تقریظ عباس اقبال آشتیانی به چاپ رسیده‌است.

## اجرا
شعر بیضائی کمتر شناخته شده و خوانندگان نیز کمتر به اجرایش پرداخته‌اند. امین‌الله رشیدی، نوهٔ دختری شاعر، غزل با مطلع «گرفتم آن که به رویم در قفس باز است / پر شکسته کجا در هوای پرواز است» را در مایهٔ دشتی خوانده‌است.